# Ruilopezia
Ruilopezia là một chi thực vật có hoa trong họ Cúc (Asteraceae).

## Loài
Chi Ruilopezia gồm các loài: